# غريلي (كولورادو)
غريلي (بالإنجليزية: Greeley, Colorado)‏ هي مدينة تقع في مقاطعة ويلد بولاية كولورادو في الولايات المتحدة. تأسست عام 1869، تبلغ مساحتها 77.7 (كم²)، وترتفع عن سطح البحر 1420 م، بلغ عدد سكانها 92889 نسمة في عام 2010 حسب إحصاء مكتب تعداد الولايات المتحدة وتصل الكثافة السكانية فيها 1198.5 نسمة/كم2.

## أعلام
- فان جونسون
- بيل ويلزي
- ماركوس لويس
- أماندا بيترسون
- باول ماكي
- بنجامين هاريسون إيتون
- سولومون بوتشر
- ووكر ديفيد ميلر
- توم جونسون
- بيل دانيلز

## وصلات خارجية
- City of Greeley Colorado